# Adaeum latens
Adaeum latens is een hooiwagen uit de familie Triaenonychidae. De wetenschappelijke naam van Adaeum latens gaat terug op Loman.